# Lutynka (Polska)
Lutynka – wieś w Polsce położona w województwie lubuskim, w powiecie żagańskim, w gminie Wymiarki. Przez wieś przepływa ciek Otwiernica. 
W latach 1975–1998 miejscowość administracyjnie należała do województwa zielonogórskiego.
We wsi Lutynka znajduje się ośrodek dla osób bezdomnych i najuboższych prowadzony przez Stowarzyszenie MONAR.

## Historia
Wzmiankowana w 1484 jako Lewthen, dawna posiadłość szpitala św. Krzyża w Żarach.

## Zabytki
Do wojewódzkiego rejestru zabytków wpisane są:
- kościół filialny pod wezwaniem św. Anny, zabytkowy z końca XIII wieku, przebudowany w końcu XV wieku, w 1500 roku, w XVIII/XIX wieku, wewnątrz renesansowy ołtarz i barokowe wyposażenie;
  - brama-dzwonnica, z XV wieku;
- dwa kamienne krzyże pokutne.